# Fußball-Europameisterschaft 2012/Gruppe B
| Pl. | Land        | Sp. | S | U | N | Tore    | Diff. | Punkte |
| --- | ----------- | --- | - | - | - | ------- | ----- | ------ |
| 1.  | Deutschland | 3   | 3 | 0 | 0 | 005:200 | +3    | 09     |
| 2.  | Portugal    | 3   | 2 | 0 | 1 | 005:400 | +1    | 06     |
| 3.  | Dänemark    | 3   | 1 | 0 | 2 | 004:500 | −1    | 03     |
| 4.  | Niederlande | 3   | 0 | 0 | 3 | 002:500 | −3    | 0      |

Gruppe B der Fußball-Europameisterschaft 2012:

## Niederlande – Dänemark 0:1 (0:1)
| Niederlande                                             | Niederlande | Dänemark | Dänemark | Aufstellung                            |
| ------------------------------------------------------- | --- | --- | -------- | -------------------------------------- |
| Niederlande                                             | \| 1. Spieltag \| \| 9. Juni 2012 um 18:00 Uhr in Charkiw (Metalist-Stadion) \| \| Zuschauer: 35.923 \| \| Schiedsrichter: Damir Skomina ( Slowenien) \| \| Spielbericht \| | \| 1. Spieltag \| \| 9. Juni 2012 um 18:00 Uhr in Charkiw (Metalist-Stadion) \| \| Zuschauer: 35.923 \| \| Schiedsrichter: Damir Skomina ( Slowenien) \| \| Spielbericht \|                                                                                | Dänemark | Aufstellung Niederlande gegen Dänemark |
| Niederlande                                             | Maarten Stekelenburg – Gregory van der Wiel (85. Dirk Kuyt), John Heitinga, Ron Vlaar, Jetro Willems – Nigel de Jong (71. Rafael van der Vaart), Mark van Bommel – Arjen Robben, Wesley Sneijder, Ibrahim Afellay (71. Klaas-Jan Huntelaar) – Robin van Persie Cheftrainer: Bert van Marwijk | Stephan Andersen – Lars Jacobsen, Simon Kjær, Daniel Agger , Simon Poulsen – William Kvist, Niki Zimling – Dennis Rommedahl (84. Tobias Mikkelsen), Christian Eriksen (74. Lasse Schøne), Michael Krohn-Dehli – Nicklas Bendtner Cheftrainer: Morten Olsen | Dänemark | Aufstellung Niederlande gegen Dänemark |
| Niederlande                                             | 0:1 Krohn-Dehli (24.) | | Dänemark | Aufstellung Niederlande gegen Dänemark |
| Niederlande                                             | van Bommel (66.) | S. Poulsen (78.), Kvist (81.) | Dänemark | Aufstellung Niederlande gegen Dänemark |
| Niederlande                                             | Spieler des Spiels: Michael Krohn-Dehli (Dänemark) | | Dänemark | Aufstellung Niederlande gegen Dänemark |
| 1. Spieltag                                             | | |          |                                        |
| 9. Juni 2012 um 18:00 Uhr in Charkiw (Metalist-Stadion) | | |          |                                        |
| Zuschauer: 35.923                                       | | |          |                                        |
| Schiedsrichter: Damir Skomina ( Slowenien)              | | |          |                                        |
| Spielbericht                                            | | |          |                                        |

## Dänemark – Portugal 2:3 (1:2)
| Dänemark                                           | Dänemark | Portugal | Portugal | Aufstellung                         |
| -------------------------------------------------- | --- | --- | -------- | ----------------------------------- |
| Dänemark                                           | \| 2. Spieltag \| \| 13. Juni 2012 um 18:00 Uhr in Lemberg (Arena Lwiw) \| \| Zuschauer: 31.840 \| \| Schiedsrichter: Craig A. Thomson ( Schottland) \| \| Spielbericht \| | \| 2. Spieltag \| \| 13. Juni 2012 um 18:00 Uhr in Lemberg (Arena Lwiw) \| \| Zuschauer: 31.840 \| \| Schiedsrichter: Craig A. Thomson ( Schottland) \| \| Spielbericht \|                                                                 | Portugal | Aufstellung Dänemark gegen Portugal |
| Dänemark                                           | Stephan Andersen – Lars Jacobsen, Simon Kjær, Daniel Agger , Simon Poulsen – William Kvist, Niki Zimling (16. Jakob Poulsen) – Dennis Rommedahl (60. Tobias Mikkelsen), Christian Eriksen, Michael Krohn-Dehli (90. Lasse Schøne) – Nicklas Bendtner Cheftrainer: Morten Olsen | Rui Patrício – João Pereira, Bruno Alves, Pepe, Fábio Coentrão – Raúl Meireles (84. Silvestre Varela), Miguel Veloso, João Moutinho – Nani (89. Rolando), Hélder Postiga (64. Nélson Oliveira), Cristiano Ronaldo Cheftrainer: Paulo Bento | Portugal | Aufstellung Dänemark gegen Portugal |
| Dänemark                                           | 1:2 Bendtner (41.) 2:2 Bendtner (80.) | 0:1 Pepe (24.) 0:2 Postiga (36.) 2:3 Varela (87.) | Portugal | Aufstellung Dänemark gegen Portugal |
| Dänemark                                           | J. Poulsen (56.), Jacobsen (81.) | Meireles (29.), Ronaldo (90+2') | Portugal | Aufstellung Dänemark gegen Portugal |
| Dänemark                                           | Spieler des Spiels: Pepe (Portugal) | | Portugal | Aufstellung Dänemark gegen Portugal |
| 2. Spieltag                                        | | |          |                                     |
| 13. Juni 2012 um 18:00 Uhr in Lemberg (Arena Lwiw) | | |          |                                     |
| Zuschauer: 31.840                                  | | |          |                                     |
| Schiedsrichter: Craig A. Thomson ( Schottland)     | | |          |                                     |
| Spielbericht                                       | | |          |                                     |

## Portugal – Niederlande 2:1 (1:1)
| Portugal                                                 | Portugal | Niederlande | Niederlande | Aufstellung                            |
| -------------------------------------------------------- | --- | --- | ----------- | -------------------------------------- |
| Portugal                                                 | \| 3. Spieltag \| \| 17. Juni 2012 um 20:45 Uhr in Charkiw (Metalist-Stadion) \| \| Zuschauer: 37.445 \| \| Schiedsrichter: Nicola Rizzoli ( Italien) \| \| Spielbericht \|                                                        | \| 3. Spieltag \| \| 17. Juni 2012 um 20:45 Uhr in Charkiw (Metalist-Stadion) \| \| Zuschauer: 37.445 \| \| Schiedsrichter: Nicola Rizzoli ( Italien) \| \| Spielbericht \|                                                                              | Niederlande | Aufstellung Portugal gegen Niederlande |
| Portugal                                                 | Rui Patrício – João Pereira, Bruno Alves, Pepe, Fábio Coentrão – Raúl Meireles (72. Custódio), Miguel Veloso, João Moutinho – Nani (87. Rolando), Hélder Postiga (64. Nélson Oliveira), Cristiano Ronaldo Cheftrainer: Paulo Bento | Maarten Stekelenburg – Gregory van der Wiel, Ron Vlaar, Joris Mathijsen, Jetro Willems (67. Ibrahim Afellay) – Nigel de Jong, Rafael van der Vaart – Arjen Robben, Robin van Persie, Wesley Sneijder – Klaas-Jan Huntelaar Cheftrainer: Bert van Marwijk | Niederlande | Aufstellung Portugal gegen Niederlande |
| Portugal                                                 | 1:1 Cristiano Ronaldo (28.) 2:1 Cristiano Ronaldo (74.) | 0:1 van der Vaart (11.) | Niederlande | Aufstellung Portugal gegen Niederlande |
| Portugal                                                 | Pereira (90.+2') | Willems (51.), van Persie (69.) | Niederlande | Aufstellung Portugal gegen Niederlande |
| Portugal                                                 | Spieler des Spiels: Cristiano Ronaldo (Portugal) | | Niederlande | Aufstellung Portugal gegen Niederlande |
| 3. Spieltag                                              | | |             |                                        |
| 17. Juni 2012 um 20:45 Uhr in Charkiw (Metalist-Stadion) | | |             |                                        |
| Zuschauer: 37.445                                        | | |             |                                        |
| Schiedsrichter: Nicola Rizzoli ( Italien)                | | |             |                                        |
| Spielbericht                                             | | |             |                                        |